# Nothaphoebe pahangensis
Nothaphoebe pahangensis är en lagerväxtart som beskrevs av André Joseph Guillaume Henri Kostermans. Nothaphoebe pahangensis ingår i släktet Nothaphoebe och familjen lagerväxter. Inga underarter finns listade i Catalogue of Life.